# Дімітріс Реппас
Дімітріс Реппас (грец. Δημήτρης Ρέππας, 6 липня 1952) — грецький політик, член партії ПАСОК, колишній міністр адміністративної реформи та електронного управління Греції.

## Біографія
Дімітріс Реппас народився 1952 року в муніципалітеті Леонідіо, ном Аркадія. Освіту здобув на медичному факультеті Афінського університету, за фахом — лікар-стоматолог. Одружений і має двох дітей. Опублікував ряд досліджень, статей і книгу під назвою «Обличчям до обличчя із засобами масової інформації» («Πρόσωπο με πρόσωπο με τα Μέσα Ενημέρωσης»).
Членом ПАСОК став 1974 року. 1975 року обраний президентом Студентського союзу стоматологічної школи і Членом Центральної ради Національного студентського союзу Греції — першій студентській громадській організації, яка почала офіційну діяльність після повалення диктатури «чорних полковників». В період 1976—1981 року обіймав посаду заступника секретаря молодіжного крила ПАСОК.
1981 року вперше обраний членом Грецького парламенту від ному Аркадія. 1984 року став членом Центральної комісії ПАСОК, 1993 — членом ради парламентського органу ПАСОК. 22 січня 1996 року призначений Міністром друку і масових комунікацій Греції. Проте незабаром у тому самому 1996 році прем'єр-міністр призначив Реппаса спікером Грецького парламенту, на цій посаді він залишався впродовж 6 років до 2001 року.
У жовтні 2001 року Дімітріс Реппас став членом Виконавчого управління Центральної комісії
на 6-й Національній конференції ПАСОК. З 24 жовтня 2001 до березня 2004 року обіймав посаду Міністра праці і соціального забезпечення. У першому півріччі 2003 року в період головування Греції в Європейському Союзі Реппас обіймав посаду Голови Ради міністрів з соціальних питань.
7 березня 2004 Дімітріс Реппас став секретарем Парламентської фракції ПАСОК, яку обіймав до жовтня 2009 року, коли новообраний прем'єр-міністр Йоргос Папандреу призначив його міністром транспорту, інфраструктури і комунікацій Греції. Від 17 червня 2011 року міністр адміністративної реформи та електронного управління Греції.